# 2781 Kleczek
2781 Kleczek eller 1982 QH är en asteroid i huvudbältet som upptäcktes den 19 augusti 1982 av den tjeckiske astronomen Zdeňka Vávrová vid Kleť-observatoriet. Den är uppkallad efter den tjeckiske astronomen Josip Kleczek.
Asteroiden har en diameter på ungefär 20 kilometer och den tillhör asteroidgruppen Themis.